# ValuJet Airlines
ValuJet Airlines — бюджетна авіакомпанія зі штаб-квартирою в окрузі Клейтон (штат Джорджія, США), в 1990-х роках працювала на ринку регулярних пасажирських перевезень східної частини США і Канади.
Внаслідок цілого ряду проблем у галузі авіаційної безпеки і після великої катастрофи рейсу 592 компанія була вимушена об'єднатися способом зворотного поглинання з невеликим регіональним перевізником AirWays Corp. і в даний час обидві авіакомпанії діють в єдиному обличчі під торговою маркою бюджетної авіакомпанії AirTran Airways у складі авіаційного холдингу AirTran Holdings.

## Історія

### Початок діяльності
Авіакомпанія ValuJet Airlines була заснована в 1992 році. Перший регулярний рейс під номером 901 був виконаний 26 жовтня 1993 року з Атланти в Тампа в рамках введених маршрутів з Атланти в Орландо, Тампа і Джексонвіль. Спочатку повітряний парк перевізника становив один літак Douglas DC-9, що раніше належав основному конкурентові — авіакомпанії Delta Air Lines. ValuJet Airlines очолили ветерани галузі пасажирських перевезень, включаючи одного з засновників компанії і її генерального директора Роберта Прідді, який свого часу створив цілий ряд успішних американських авіакомпаній, таких, як Atlantic Southeast Airlines, Air Midwest Airlines і Florida Gulf Airlines. Два інших співзасновника Моріс Геллахер і Тім Флінн раніше розвивали авіакомпанію WestAir, яка потім була продана регіонального перевізнику Mesa Airlines. До кінця 1993 році до команди топ-менеджерів ValuJet Airlines приєднався колишній президент Continental Airlines і Flying Tiger Льюїс Джордан.
Протягом 1993 року повітряний флот авіакомпанії виріс до 15 пасажирських лайнерів, а в наступному році ValuJet Airlines стала публічною компанією, розмістивши власні акції на фондовій біржі NASDAQ. ValuJet Airlines увійшла в історію індустрії пасажирських перевезень Сполучених Штатів, як авіакомпанія з самим стрімким розвитком всього через рік після свого першого рейсу компанія отримала 21 мільйон доларів США чистого прибутку (за підсумками 1994 року). В жовтні 1995 року авіакомпанія розмістила замовлення на 50 реактивних літаків MD-95, які після злиття McDonnell Douglas з корпорацією Boeing стали відомі під ім'ям Boeing 717-200. Після укладення договору ValuJet Airlines стала першою бюджетною авіакомпанією світу, була майданчиком для обкатки нового пасажирського лайнера. До поставки MD-95 ValuJet Airlines активно набувала використані в інших компаніях літаки з метою тимчасового скорочення кредитних витрат. Ця особливість ведення бізнесу призвела до того, що середній вік повітряного парку склав 26 років, що стало одним з найгірших показників серед інших авіакомпаній США та в подальшому стало однією з головних причин банкрутства перевізника.

### Проблеми з безпекою перевезень
У 1995 році Міністерство оборони США анулював контракт з ValuJet Airlines на перевезення військовослужбовців армії Сполучених Штатів, пояснивши цей крок неприйнятним рівнем безпеки авіакомпанії і цілою низкою авіаційних інцидентів з літаками перевізника. За словами офіційного представника Міністерства не бачило позитивних зрушень у вирішенні проблем, що виникли у забезпеченні безпеки польотів, які проводить ж ремонти повітряних суден були названі симптоматичними.
14 лютого 1996 року офіс Федерального управління цивільної авіації США в Атланті направив у Вашингтон офіційну заяву з вимогою негайного позбавлення ValuJet Airlines сертифіката експлуатанта на чолі FAR-121 (регулярні пасажирські перевезення). Статистика інцидентів авіакомпанії до того часу була страхітливою — в 1994 році літаки перевізника скоїли 15 аварійних посадок, в 1995 році — вже 57 аварійних посадок і стільки ж — за п'ять перших місяців 1996 року. У лютому Федеральне управління цивільної авіації США до з'ясування всіх обставин заборонило авіакомпанії придбання літаків і розширення власної маршрутної мережі, що стало прецедентом в індустрії цивільної авіації країни після прийняття в 1979 році Федерального Закону про дерегулювання пасажирських авіаперевезень США.

### Наслідки катастрофи рейсу 592
11 травня 1996 року зазнав аварії літак, що слідував рейсом 592 з Маямі в Атланту, в результаті чого загинули 110 осіб, що знаходилися на борту лайнера. Розслідувала причини катастрофи спеціальна комісія, яка виявила численні системні недоліки у забезпеченні безпеки польотів авіакомпанії, тому 17 червня того ж року Федеральне управління цивільної авіації США призупинило дію сертифіката експлуатанта ValuJet Airlines. 26 вересня 1996 року компанії було дозволено використовувати на регулярних маршрутах 15 реактивних літаків з 52-х лайнерів, які були у її повітряному парку. 4 листопада 1996 року авіакомпанія оголосила про те, що «у складний кризовий період» її президентом і генеральним директором буде призначений колишній гендиректор магістральної авіакомпанії США Continental Airlines Джозеф Кор. За оцінками експертів, в результаті катастрофи рейсу 592 ValuJet Airlines зазнала збитків на суму приблизно в 55 мільйонів доларів США.
Засоби масової інформації США усіляким чином тиражували негативну інформацію, пов'язану з крахом рейсу 592, в результаті чого перевізник продовжував терпіти фінансові проблеми, що призвели 11 липня 1997 року до об'єднання зі значно меншою за масштабом регіональною авіакомпанією Airways Corporation, яка була дочірнім підприємством бюджетної авіакомпанії AirTran Airways. В маркетингових цілях об'єднана компанія зберегла назву AirTran Airways, незважаючи на те, що ValuJet Airlines виступала в ролі старшого партнера в тандемі перевізників. У листопаді 1997 року AirTran оголосила про перенесення об'єднаної штаб-квартири з Атланти в Орландо, а 17 листопада того ж року було офіційно повідомлено про повне злиття двох авіакомпаній.

## Флот
Повітряний флот авіакомпанії ValuJet Airlines складався в основному з реактивних літаків Douglas DC-9, компанія також експлуатувала кілька літаків MD-80. Термін служби значної більшості літаків компанії становив понад 15 років.

## Маршрутна мережа
Портом приписки авіакомпанії і її головним транзитним вузлом (хабом) був Міжнародний аеропорт Хартсфілд-Джексон Атланта, основними пунктами призначення виступали Міжнародний аеропорт Філадельфія, Міжнародний аеропорт Логан в Бостоні, Міжнародний аеропорт Вашингтон Даллес і Міжнародний аеропорт Маямі. До катастрофи рейсу 592 авіакомпанія обслуговувала регулярні рейси в 22 аеропорту США і один аеропорт у Канаді. Рейси ValuJet Airilines користувалися великою популярністю внаслідок низьких цін на авіаквитки. Квиток, наприклад, з Атланти в Джексонвіль можна було придбати всього за 39 доларів США.